# Gabriel de la Cueva, duque de Alburquerque
Gabriel de la Cueva, duque de Alburquerque es un cuadro de Giovanni Battista Moroni (1520 – 1578), pintor manierista italiano del siglo XVI, que representa a Gabriel de la Cueva y Girón, duque de Alburquerque. Actualmente se encuentra en el Museo Staatliche Gemäldegalerie de Berlín (Alemania).

## Personaje retratado
El personaje que aparece retratado es Gabriel III de la Cueva y Girón, V duque de Alburquerque, grande de España, II marqués de Cuéllar, V conde de Ledesma y V de Huelma, que ocupó los cargos de Virrey de Navarra (1560 – 1564) y gobernador de Milán, cargo que desempeñó desde 1564 hasta 1571, año en que falleció en el Palacio Real de Milán.

## Obra
El mismo año de su nombramiento como Virrey de Navarra, en 1560, encargó al pintor el único retrato suyo que se conserva. Moroni estaba acostumbrado a pintar nobles, pero de una escala inferior que su nuevo cliente, pero en un alarde de profesionalidad pintó uno de sus mejores cuadros, en el que muestra a un noble de etiqueta sobre fondo clásico, satisfecho de su trayectoria y muy seguro de sí mismo, como lo demuestra el lema que aparece escrito sobre el pedestal en el que se apoya: Aquí estoy sin temor y de la muerte no he pavor.
El lienzo está considerado una de las mejores obras de Moroni, tiene unas dimensiones de 115 x 91 cm y se conserva en la Gemäldegalerie de Berlín.